# Francisco Cárpena
Francisco Osvaldo Cárpena (Mar del Plata, 20 de agosto de 1882 - Buenos Aires, 7 de noviembre de 1955) fue un primer actor y director de teatro argentino. 

## Carrera
Francisco Cárpena, de profesión inicial panadero, comenzó su carrera como actor en el circo criollo, cuna del teatro rioplatense, junto a los hermanos Podestá. Luego se consagró como un eximio director de teatros de decenas de obras dramáticas.
Viejo anarquista, originó una familia de larga trayectoria en el Teatro Argentino. Fue padre del actor Homero Cárpena nacido el 14 de febrero de 1910, suegro de Haydée Larroca, y abuelo de las también actrices Nora Cárpena y Claudia Cárpena.
Fue un precursor de los cuadros vocacionales de Mar del Plata, y encabezó uno de los locales filodramáticos más destacados en la década de 1920, Juventud Moderna. Fue con la agrupación artística Florencio Sánchez, que él mismo dirigió que lleva a escena la obra La fragua de Armando Discépolo en 1923.
En 1934 dirigió el Club Colegiales donde estrena obras como El gaucho y Colón era gallego, El River, Compadrón y guitarrero, de Alberto Codel.
Falleció el lunes 7 de noviembre de 1955 por causas naturales.

## Teatro
- 1923: La fragua.
- 1924: ¡Bendita seas!, de Alberto Novión.
- 1925: El dogma, de Samuel Elchelbaum.
- 1926: El organito.
- 1927: Mateo.
- 1927: Los muertos.
- 1928: El poncho del olvido.
- 1928: Las golondrinas.